# Olga Gyarmati
Olga Gyarmati (Debrecen, Hungría, 5 de octubre de 1924 – Greenfield, Massachusetts, Estados Unidos, 27 de octubre de 2013) fue una atleta húngara especialista en salto de longitud.
Representó a Hungría en los Juegos Olímpicos de Londres 1948, en los que obtuvo la medalla de oro en salto de longitud con una marca de 5 metros y 69 centímetros conseguida en su último intento; siendo la primera ocasión en que se celebraba esta prueba en unos Juegos Olímpicos.

## Palmarés
- Medalla de oro en los Juegos Olímpicos de Londres 1948.